# Fajãzinha
Fajãzinha is een plaats (freguesia) in de Portugese gemeente Lajes das Flores en telt 105 inwoners (2001). De plaats ligt op het eiland Flores in de Atlantische Oceaan.

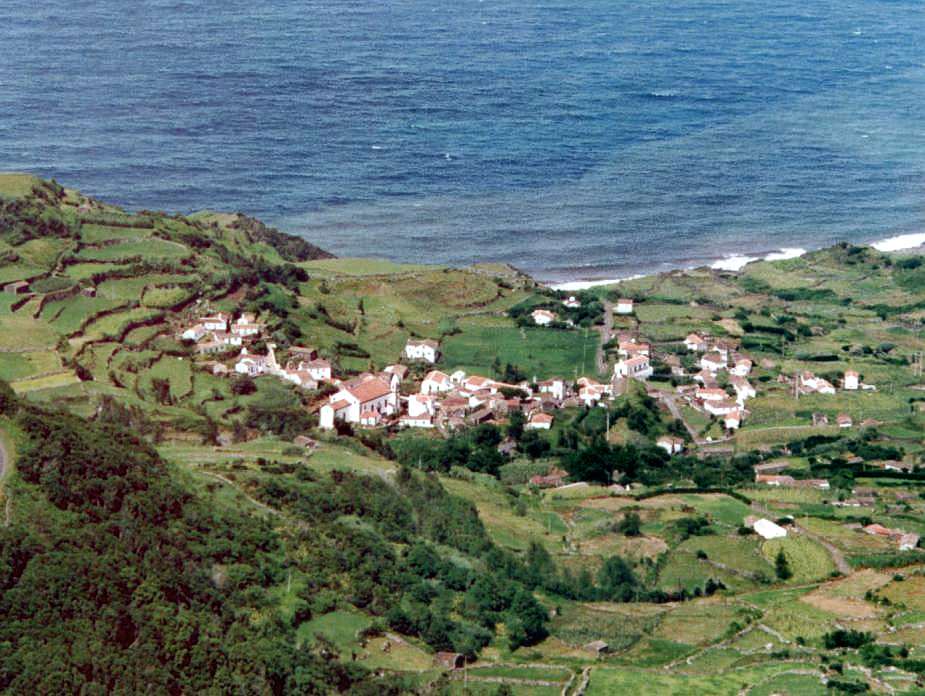
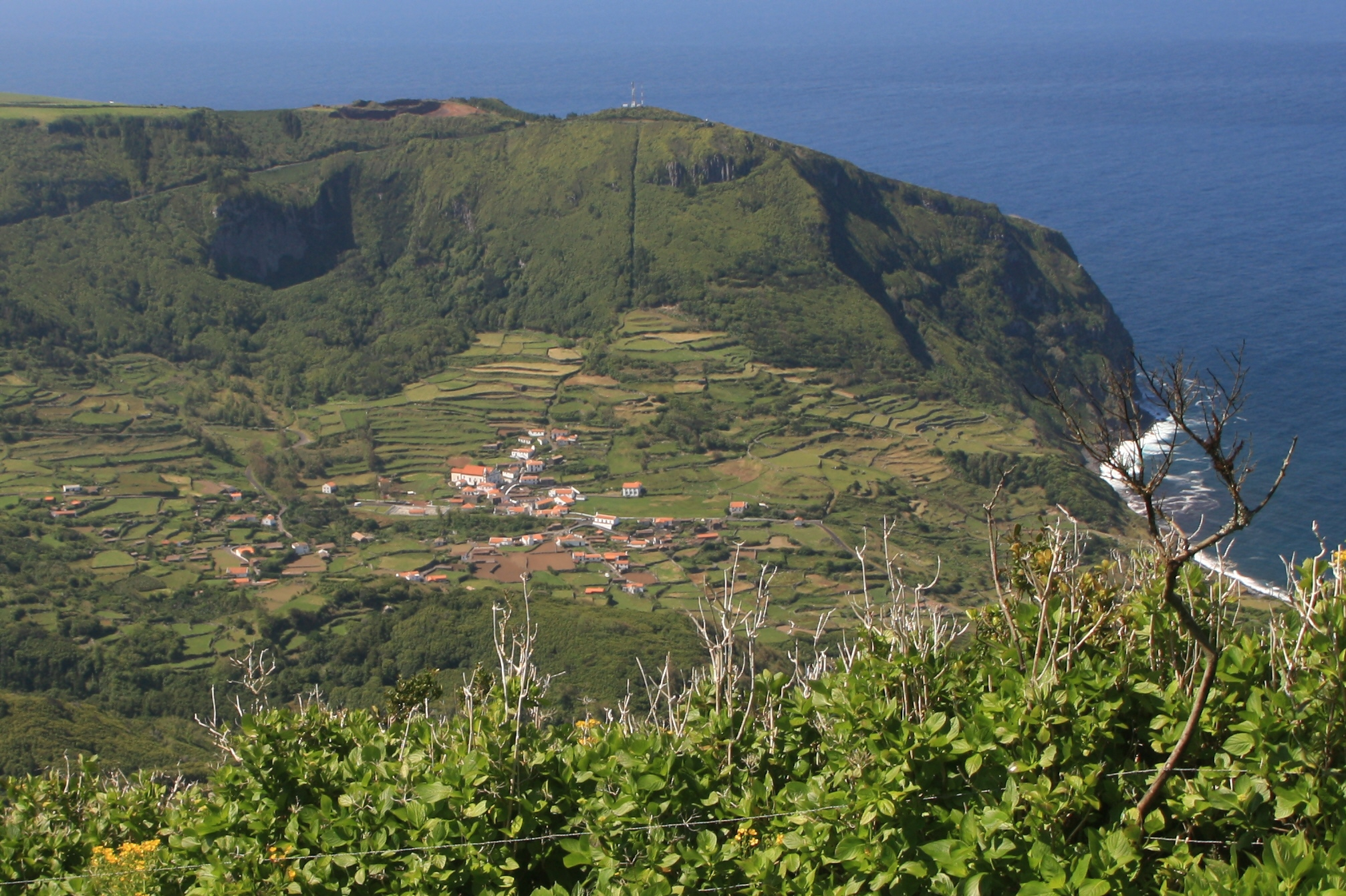
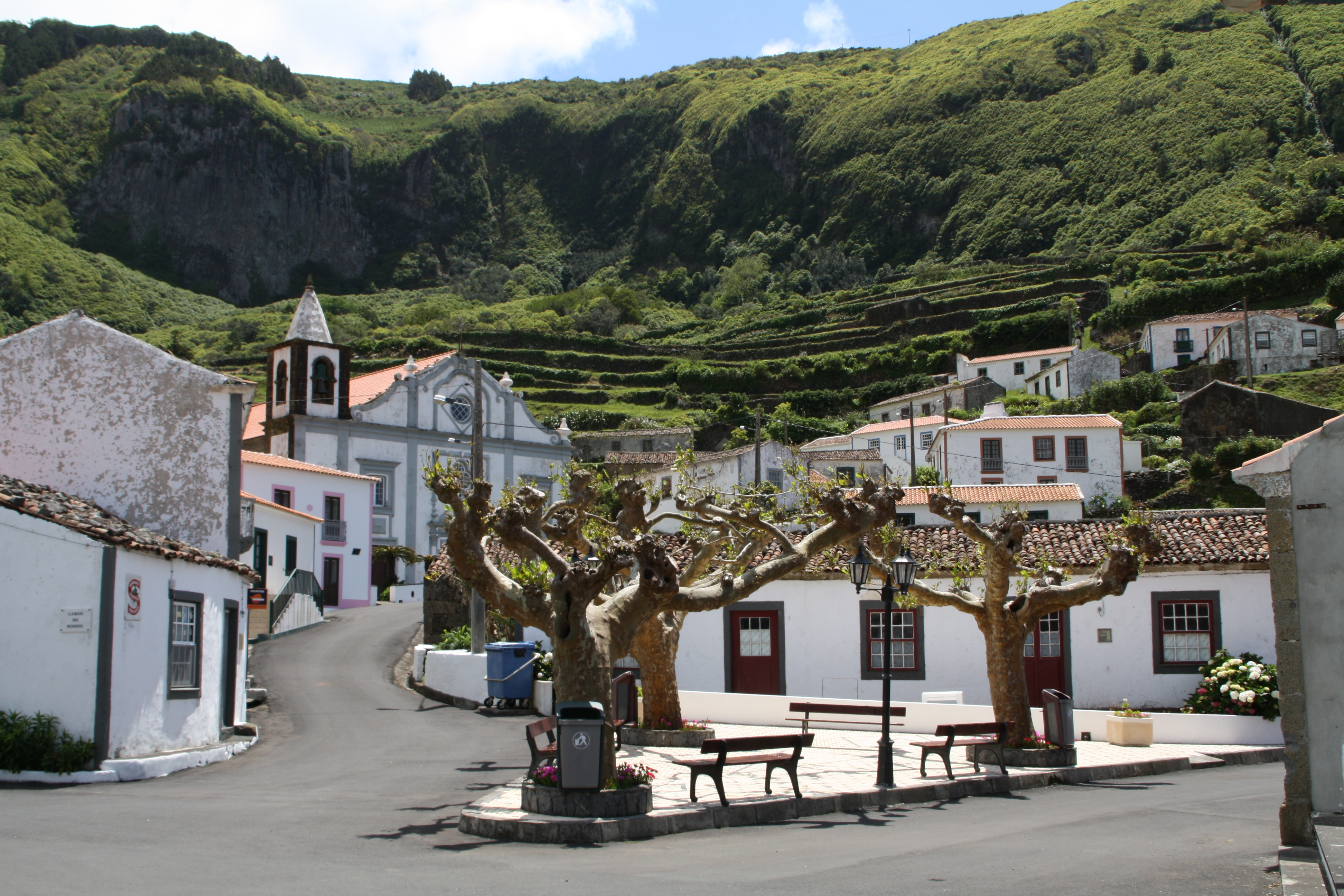
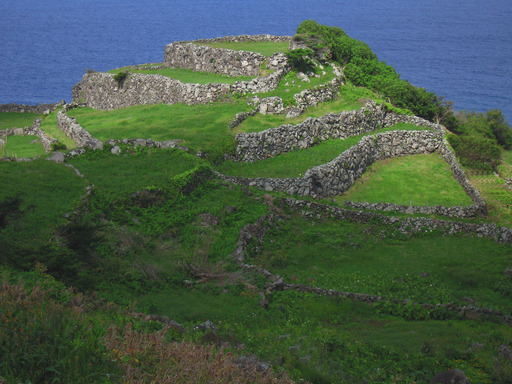